# مجله علمی-تخیلی

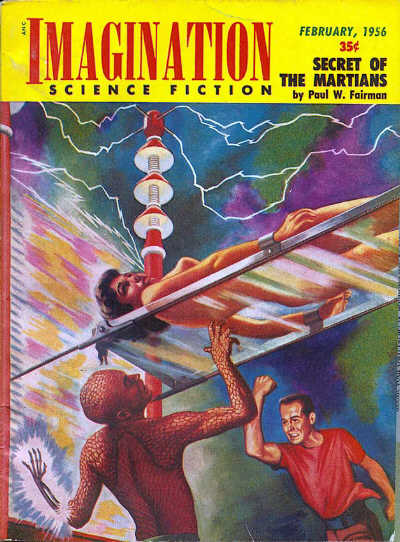
جلد روی مجلهٔ علمی تخیلی ایمجینیشن در 1956.

مجله علمی تخیلی (به انگلیسی: Science fiction magazine) یک نشریه است که به طور عمده محتوای علمی تخیلی را به صورت هاردکپی یا به صورت برخط ارایه می دهد.